# منتخب بلغاريا لكرة القاعدة
منتخب بلغاريا لكرة القاعدة هو ممثل بلغاريا الرسمي في المنافسات الدولية في كرة القاعدة
.